# José Antonio de Mendizabal y Azcue
José Antonio de Mendizábal y Azcue fou un capità de cavalls cuirasses espanyol, governador i Capità General de Puerto Rico entre 1724 i 1731. Va substituir al governador Francisco Danio Granados, acusat per l'empresonament de Miguel Enríquez, capità de cors, que aconseguia evitar el contraban. Mendizabal va ser l'encarregat d'empresonar a Granados i alliberar a Miguel Enríquez.
José Antonio de Mendizábal y Azcué va néixer a Ibarra, País Basc.
En 1724, a causa de les acusacions dirigides a la corona contra Francisco Danio Granados, governador de Puerto Rico, per part de molts clergues d'aquest arxipèlag, José Antonio de Mendizábal y Azcue fou nomenat pel rei com a substitut de Granados al govern de Puerto Rico. A Mendizabal se li va ordenar alliberar a Miguel Enríquez i retornar-li els seus béns embargats per Granados. El 24 d'agost de 1724, per orde reial, va empresonar a Granados en el Morro, San Juan, Puerto Rico. Més tard, va realitzar una recerca per comprovar si la corona havia fet el correcte ordenant la destitució i empresonament de Granados, confirmant-se aquesta idea després de sentir la declaració de més de cinquanta residents de Puerto Rico, els qui majoritàriament criticaven la seva gestió. Va abandonar el govern de Puerto Rico en 1731, sent nomenat Cavaller de l'Ordre de Santiago, el 3 de juliol de 1731.